# Argyrotheca lowei
Argyrotheca lowei är en armfotingsart som beskrevs av Leo George Hertlein och Grant 1944. Argyrotheca lowei ingår i släktet Argyrotheca och familjen Megathyrididae. Inga underarter finns listade i Catalogue of Life.